# Bindi Sue Irwin
Bindi Sue Irwin (* 24. července 1998 Buderim, Queensland) je australská herečka, ochránkyně přírody a tanečnice. Je dcerou slavného lovce krokodýlů Stevea Irwina.

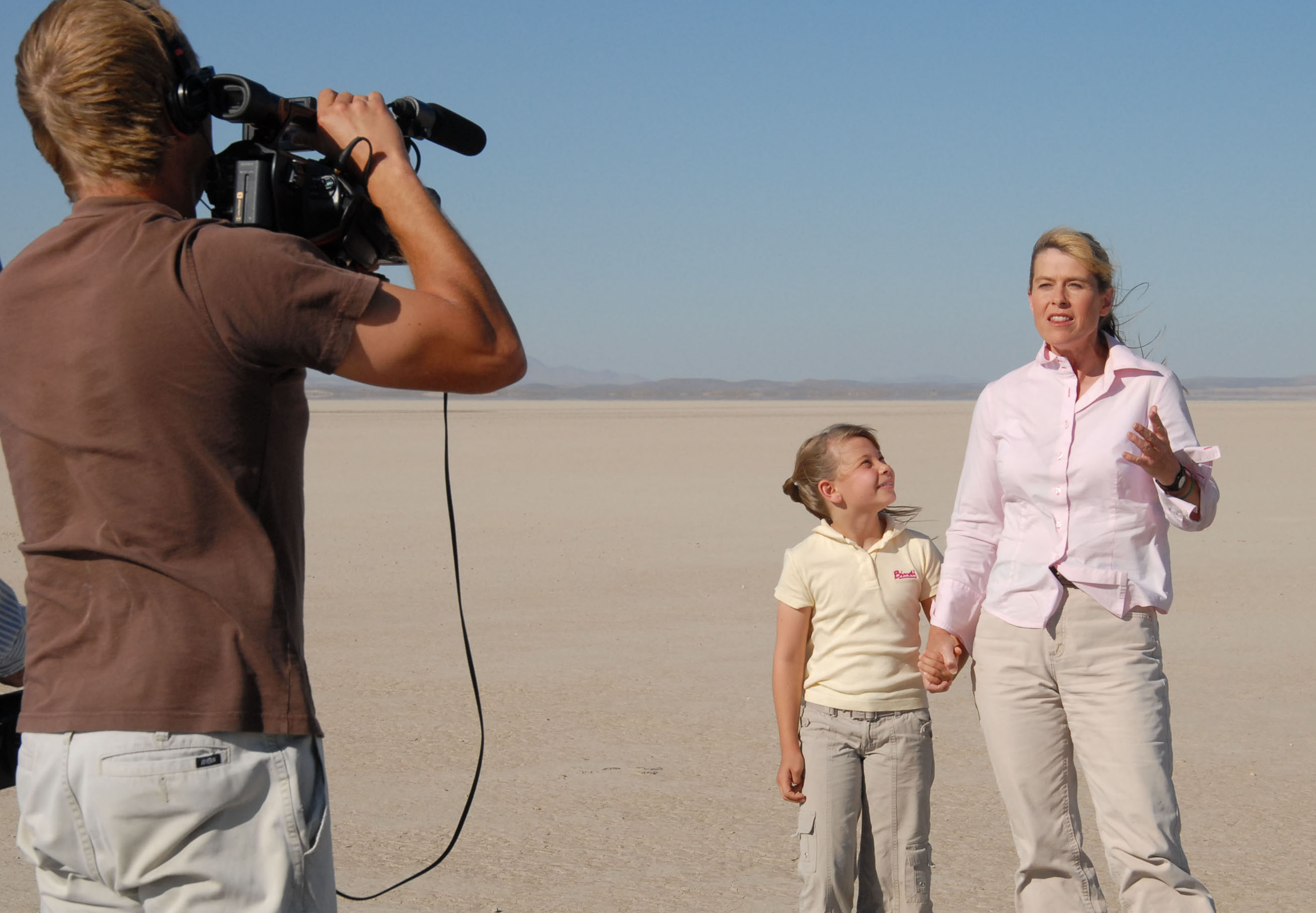
Bindi Irwin s matkou Terri během natáčení seriálu Bindi the Jungle Girl na Edwardsově letecké základně

## Biografie
Od dvou let se začala objevovat v otcových televizních relacích jako třeba Zápisník lovce krokodýlů. Jejím prvním filmem byl The Wiggles: Wiggly Safari v roce 2002. S otcem natáčela až do jeho smrti v roce 2006, kdy už moderovala svůj vlastní dokumentární seriál Bindi the Jungle Girl vysílaný v roce 2008. V roce 2007 se účastnila 20. ročníku udílení Nickelodeon Kids' Choice Awards v Los Angeles.
Svou první hlavní roli si zahrála v roce 2010 spolu s Beau Bridgesem ve filmu Zachraňte Willyho 4: Útěk z pirátské zátoky, o tři roky později se objevila ve filmu Návrat na zapomenutý ostrov.

### Tanec
V roce 2015 se stala vítězkou dvacáté první řady americké taneční soutěžní show Dancing with the Stars, se svým profesionálním partnerem Derekem Houghem.

### Ocenění
Je držitelkou ocenění Logie Award a Daytime Emmy Award.

### Film
- 2002: The Wiggles: Wiggly Safari
- 2008: Bindi the Jungle Girl – hlavní role, televizní seriál
- 2010: Zachraňte Willyho 4: Útěk z pirátské zátoky – hlavní role
- 2012: Bojovníci za divokou přírodu Steva Irwin – televizní seriál
- 2013: Návrat na zapomenutý ostrov
- 2018: Crikey! Irwinovi zasahují – televizní seriál